# Czerniakowska Wschodnia
Czerniakowska Wschodnia lub Osiedle Czerniakowska – osiedle w dzielnicy Mokotów w Warszawie.

## Położenie i charakterystyka
Osiedle Czerniakowska Wschodnia położone jest na stołecznym Mokotowie, na zachodzie obszaru Miejskiego Systemu Informacji Czerniaków. Jest usytuowane wzdłuż ulicy Czerniakowskiej, po jej wschodniej stronie, między ulicami Wolicką i Bartycką. Wschodnią granicę osiedla wyznaczają częściowo ulica Zwierzyniecka i Kanał Czerniakowski. Osiedle przecina aleja Polski Walczącej. Jego powierzchnia wynosi 21 hektarów.
Powstało w dwóch etapach. Pierwszy wybudowano w latach 1970–1975 według projektu Wacława Eytnera i Zbigniewa Pawlaka. Drugi zrealizowano w latach 1978–1980, a jego autorem był A. Gerulewicz. Całość zaplanowano na 2633 mieszkań dla ok. 9000 mieszkańców. Na osiedlu znajdują się budynki wielorodzinne o 5, 11 i 16 kondygnacjach wzniesione w technologiach: wielkoblokowej „Ż”, monolitycznej i ramy H. Zabudowania uzupełniają szkoła, przedszkole i pawilon handlowo-usługowy.
W granicach osiedla znalazła się kapliczka maryjna ufundowana w 1942 po relokacji ustawiona przed blokiem przy Czerniakowskiej 42.
Osiedlem zarządza Międzyzakładowa Spółdzielnia Mieszkaniowa „Energetyka” w ramach osiedla Sielce.

## Galeria
| - Zabudowania osiedla wzdłuż ulicy Czerniakowskiej - Budynki mieszkalne należące do osiedla przy ul. Czerniakowskiej 32 i 34 - Osiedle w 1976 roku |